# Seksesymbool
Een seksesymbool is een teken dat vooral in de biologie wordt gebruikt om het geslacht (sekse) van een organisme aan te geven: ♀ voor vrouwen en ♂ voor mannen. Deze tekens zijn afgeleid uit de mythologie en de astronomie. Zij werden in 1751 voor het eerst door Carl Linnaeus gebruikt om de sekse van planten aan te duiden.
- ♂ is het teken voor Mars (planeet/god) of Ares; het symbool is een schematische afbeelding van een schild en een speer.[2]
- ♀ is het teken voor Venus (planeet/godin) of Aphrodite; het symbool is een schematische afbeelding van een handspiegel (voor schoonheid).[2]